# Cementiri de Figueres
El Cementiri de Figueres està situat al passeig del Cementiri del municipi de Figueres (Alt Empordà), a tocar de la carretera del Far. Aquesta edificació en el seu conjunt i un total de 17 elements funeraris de l'interior estan inclosos en l'Inventari del Patrimoni Arquitectònic de Catalunya. Aquest és el tercer cementiri municipal que ha tingut la vila de Figueres al llarg de la seva història. Substituïa el cementiri que hi havia al costat de la muralla medieval de la població, on actualment hi ha situada una part de l'edifici del Teatre Museu Dalí.

## Història
El cementiri municipal de la vila estava a dins de la població, fet que incomplia la prohibició del Govern de 1785 a enterrar a prop de l'església i dins d'una població. Va ser el 29 de març de 1810 quan el consistori va començar a estudiar un nou emplaçament que substituís l'emplaçament actual al costat de la muralla medieval de la població (al lloc que avui és plaça Gala Dalí). Després d'estudiar diversos possibles emplaçaments, l'Ajuntament va aprovar finalment l'any 1814 l'emplaçament del nou cementiri a la zona de la La Campassa, que es troba entre el camí vell de Castelló i la carretera del Far. Va comprar els terrenys de 25 vessanes al figuerenc Tomàs de Puig. Finalment, el 6 d'octubre de 1816 es va aprovar formalment la construcció del nou cementiri. Cada filera de nínxols tenia inicialment tres pisos.
El cementiri va començar a estar operatiu l'any 1817, quan es feu construir un mur al voltant per evitar que els animals carronyers poguessin desenterrar les despulles humanes. És a partir de llavors que es va començar a traslladar les restes de l'antic cementiri. Aquest procés es va allargar fins al 1830.

## Tombes i panteons
Dins del cementiri hi ha diversos panteons i tombes singulars que estan inclosos en l'Inventari del Patrimoni Arquitectònic de Catalunya. Alguns d'ells van ser projectats per arquitectes i escultors de renom com és el cas d'August Font, Venanci Vallmitjana o Josep Llimona.

### Tomba Serra Caussa
És una tomba amb forma d'obelisc que tot ella s'ordena a partir de tres costats grossos i tres de petits. És de finals del segle xix. Està situada a sobre d'una base de color blanc, que també respecta la mateixa ordenació del cos superior que disminueix en forma piramidal i que presenta una hídria en el vèrtex. Tot el conjunt es troba envoltat d'una reixa de ferro baixa.

### Panteó Dalí
És un panteó de principis del segle xx situat a la zona del cementiri a on es troben els monuments més imponents. Aquest panteó, és un petit edifici de planta quadrada, del que destaca un petit cos quadrat, amb arcuacions llombardes i decoració floral, al centre de la teulada, coronat per una creu.
La porta d'accés té dues pilastres que sostenen una gran llinda decorada amb dues flors, i un òcul a sobre d'aquesta. Les cantonades estan decorades amb carreus de grans dimensions, que es rematen a la teulada amb grans gerros.

### Sepulcre Roca i Giralt
És sepulcre noucentista situat al centre del cementiri d'inicis del segle xx i es troba envoltat per una cadena. L'entrada a la tomba es fa a través d'una porta d'uns dos metres, que recorda a un temple grec, pel timpà de la testera. Aquesta porta, forma part de la base quadrada que suporta una edificació piramidal, amb la meitat del cos sense decorar, i l'altra meitat, amb dues columnes amb base i capitells decorats que suporten una testera semicircular, decorada amb relleus. A sobre d'aquesta s'alça una creu. Tot el conjunt, té una alçada d'uns quatre metres, per tres metres quadrats que fa la base.

### Sepulcre Camps
És un sepulcre noucentista de principis del segle xx situat al centre del cementiri, del que destaca l'escultura de la zona més alta, a on apareixen un àngel agafant a un nen. Aquesta escultura es troba sobre una base, amb una inscripció amb el nom del difunt i la data de la mort. Tot aquest conjunt es troba suportat per roques de mar, que alhora creen la capella funerària.

### Tomba Arola
És una tomba eclèctica del segle xix situada a l'entrada del cementiri. L'escultura reposa sobre una base esglaonada. Aquesta, representa un àngel serafí assegut sobre aquesta base, de la que arrenca un fust hexagonal amb un capitell amb ornamentació vegetal, a sobre del qual hi ha una creu llatina amb decoració als extrems dels braços.

### Sepulcre Janer
És un sepulcre modernista d'inicis del segle xx situat a prop de l'entrada del cementiri. Està format per dues tombes de marbre verd, alçades sobre una base, i una escultura d'una figura femenina de marbre al centre. A darrere d'aquesta escultura hi ha una creu sobre una base i un fust cilíndric, amb un capitell amb ornamentació vegetal, i una creu flordellisada, amb la imatge de Crist al centre.

### Sepulcre Galí
És un sepulcre historicista de principis del segle xx situat a prop del centre del cementiri. Es tracta d'un sepulcre que té forma de T, format per un sepulcre de dimensions més grans, en forma d'edifici de planta rectangular i teulat a dues vessants, i un altre que surt del centre del sepulcre. Tots els seus costats estan decorats per formes geomètriques i trevolades, i al que seria la portada hi ha una placa amb el nom del difunt i la data de la mort. De la unió dels dos sepulcres s'alça una creu amb base octogonal de la que s'alça un fust que porta a un capitell decorat per dues figures, que sostenen la creu molt decorada per motius vegetals, i amb Crist crucificat al centre.

### Tomba Avellana
És una tomba d'obra popular de mitjan segle xx. Està solucionada en dues parts a sobre d'un petit pòdium (200 cm x 200 cm). La placa s'erigeix horitzontalment i sobre el terra el sepulcre, molt senzilla i amb la inscripció: Família Avellana. Aquest cos, és perpendicular al segon, posat darrere d'ell i a manera de paret, acabat en un vèrtex, imitant un frontó (140 cm x 140 cm). Al mig i emmarcat per dues torxes hi ha un alt relleu representat la pietat.

### Sepulcre de Tomàs Roger i Vidal
És un panteó neoclàssic de finals del segle xix situat a la zona antiga del cementiri. Aquest panteó està situat sobre una base de planta rectangular, que és a on es troben les despulles dels difunts. Exteriorment s'hi veu les plaques amb els noms dels difunts. A sobre aquesta base hi ha un temple grec, amb columnes quadrades a les cantonades, i amb els element propis d'un temple d'aques tipus; té les columnes amb fust estriat, tríglifs, mètopes, timpà, acroteris, etc. L'únic element que trenca aquest conjunt és una creu al punt més alt de la coberta.

### Tomba Galter
És una tomba noucentista de principis del segle xx voltada d'una reixa de ferro, baixa i sobre base de pedra. Consisteix pròpiament en un pòdium -"a modus" de sepulcre- amb inscripcions familiars i diverses decoracions, animalístiques, geomètriques i florals. A sobre d'ell una petita base amb la inscripció "Fides", suportant una creu decorada absolutament de mig relleu floral-geometritzant. Abraçada a ella hi ha un àngel lleugerament recolzat en la cama esquerra, amb túnica i ales obertes. Té una llàntia de ferro al davant.

### Tomba Garreta
És un panteó neoclàssic de principis del segle xx. Està delimitat per petits elements verticals que fan el perímetre de la tomba, ho manquen les cadenes (cinc metres d'alçada, tres d'amplada i quatre de llargada). Al damunt de tres esglaons s'aixeca un templet, sobri i pesat, amb dos sepulcres als costats, amb ornamentació floral. Templet amb fris d'ornamentació geomètrica i ordres estranys amb ornamentació floral. La porta d'accés és de ferro amb els vidres decorats; està entreoberta i d'ella sembla sortir una senyora amb trossa i túnica, que baixa l'escala. L'interior guarda dues tombes, amb les escultures dels morts als damunt. Al mig, un banc de pedra amb decoració floral. A sobre i centre del templet hi ha un recipient amb la funció de crematori.

### Tomba Jordà Ramoneda
És una tomba neoclàssica de mitjan segle xix simplificada en obelisc. Presenta una base de planta rectangular de cinquanta centímetres situada damunt de tres esglaons, i conté inscripcions en els quatre costats, referents als allí enterrats. A sobre, hi ha un obelisc més ample a la base i més prim al vèrtex amb una alçada de 130 centímetres aproximadament. Tot està voltat per un reixat de ferro.

### Panteó de Marià Vilallonga Gilupó
És un panteó historicista construït pels volts de 1880 i presenta una única entrada. És de planta en creu grega de tres metres d'amplada per quatre d'alçada aproximadament. Els arcs són de mig punt i per sota del teulat troben una imitació de les arcuacions llombardes. Les columnes de fust cilíndric, acaben en capitells corintis. La cúpula apuntada, està recoberta d'escames agallanades. També té quatre pedestals verticals amb recipients d'imitació grega. El panteó va ser reconstruït el 1880, ja que s'hi havien produït esquerdes, segons una carta de Maria Villalonga a D. Carles Fages. A conseqüència d'això, M. Villalonga redactà l'article 7 dels Estatuts de l'Asiló i on es deixava com a obligació a aquest, cuidar i conservar l'esmentat Panteó.

### Sepulcre Corbera
És un conjunt arquitectònic i escultòric noucentista de principis del segle xx. En primer lloc i realitzat en obra vista hi ha una cavitat rectangular, produïda en el terra. Tot seguit i elevat per dos esglaons hi ha un pedestal d'uns 4 metres que sosté una estàtua que representa un àngel assegut, amb les ales obertes i el cap recolzat en el genoll. Hi ha un medalló en bronze amb les sigles "XP" en la part frontal del pedestal i en la part de sota, en relleu "CORBERA". Darrere de tot l'esmentat hi ha quatre columnes dòriques de fust estriat (250 cm d'alçada), fent semicercle i amb un tros de fris damunt. Dins del pedestal hi ha el sepulcre d'uns 2 m per 2,1 m.

### Tomba de Josep Guillamet
És un tomba d'obra popular de principis del segle xx composta per dues parts. Una horitzontal, sobre el terra a manera de sepulcre (50 cm d'alçada, 50 cm d'amplada, 180 cm de llargada) amb una inscripció: "Josep Guillamet" i un element decoratiu geometritzant de bronze. Darrere i a manera de paret (2 m d'alçada, 2 m d'amplada) s'eleva un element vertical amb un alt relleu, representant al Crist davallat, nu i amb llarga cabellera. Al centre i a dalt les sigles "X".

### Tomba Rexach
És un tomba d'obra popular d'una sola peça de mitjan segle xix. Fa dos metres d'alçada, per cinquanta centímetres d'amplada. En un petit terreny voltat per una reixa de ferro (2m*1,20), s'aixeca un monòlit de planta quadrangular, fet en rajol i estucat. Té una base més grossa que la resta del cos que acaba en una espècie de merlets amb vèrtex superior, i gairebé triangulars. Té inscripcions en els quatre costats en plaques de marbre. Està molt descuidat i deteriorat.

### Tomba Lluís Darnés
És un tomba d'obra popular d'inicis del segle xx. L'element funerari està delimitat per cadenes i elements verticals de base quadrada i acabats en punta (120 cm * 160 cm). Al centre hi ha un element vertical tipus paret, de mig metre aproximadament amb la inscripció Lluís Darnés: 1883-1918, motllura de separació i triangle superior amb l'escaire i el compàs (signe maçònic).

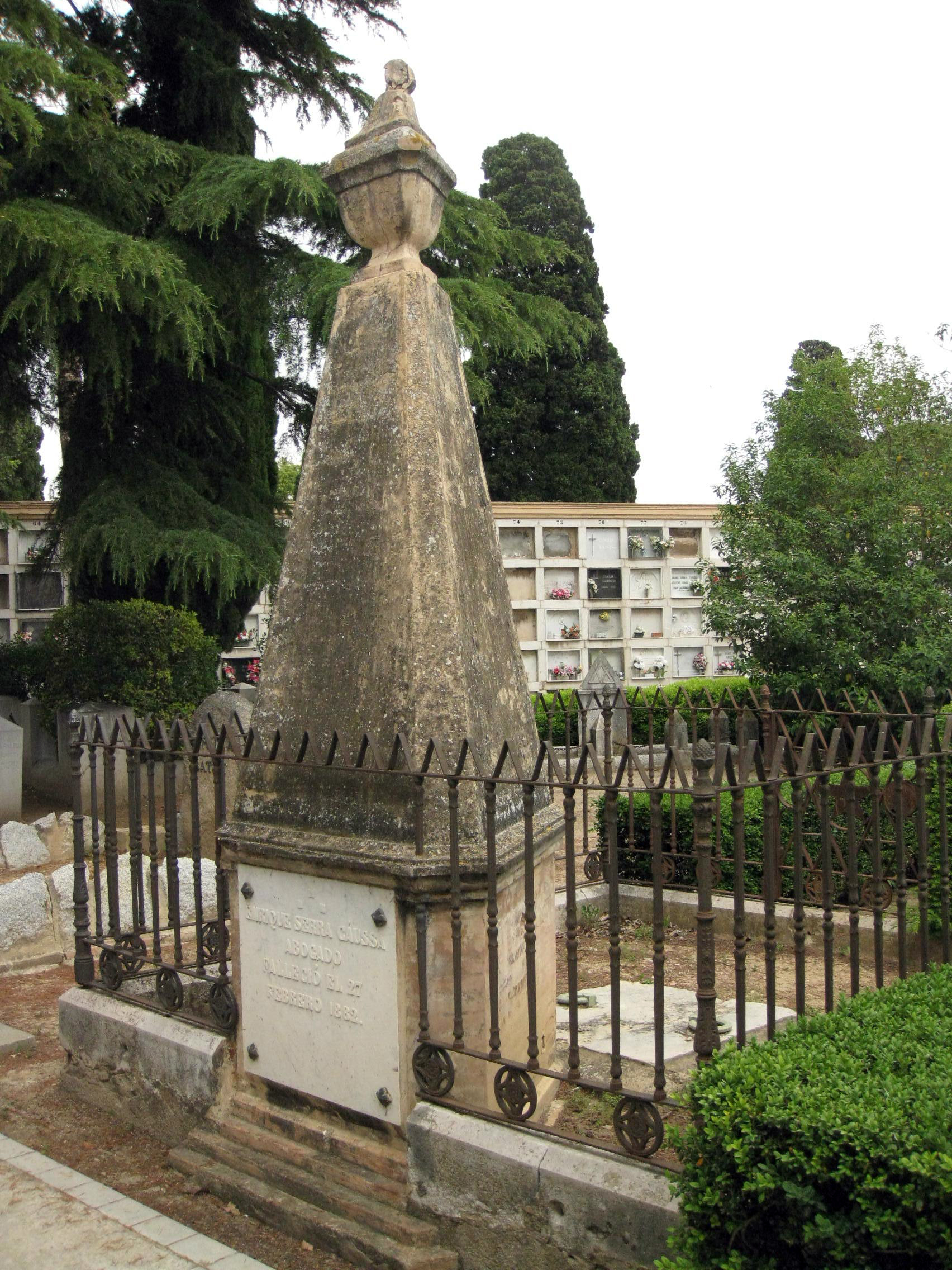
Tomba Serra Caussa
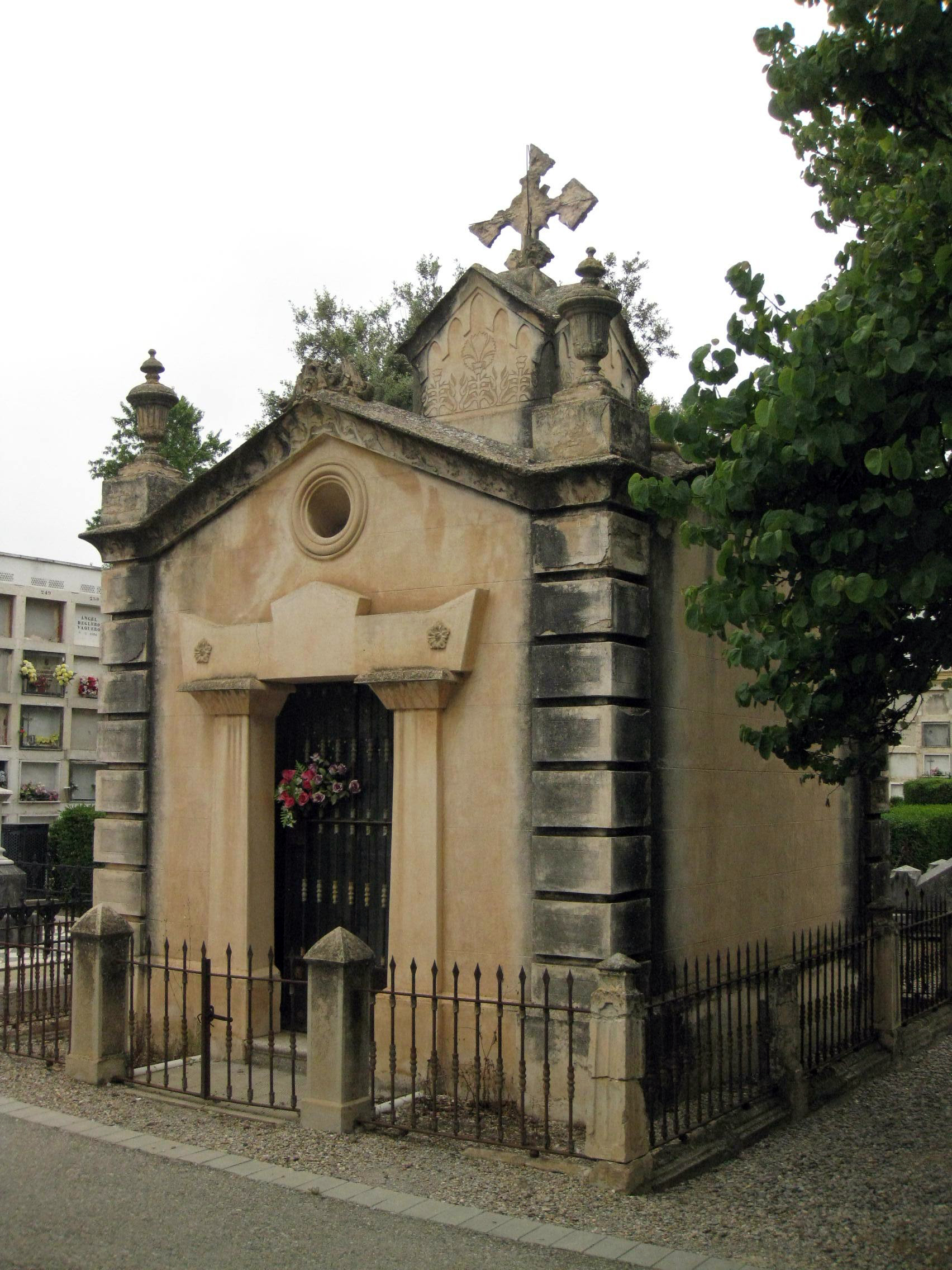
Panteó Dalí
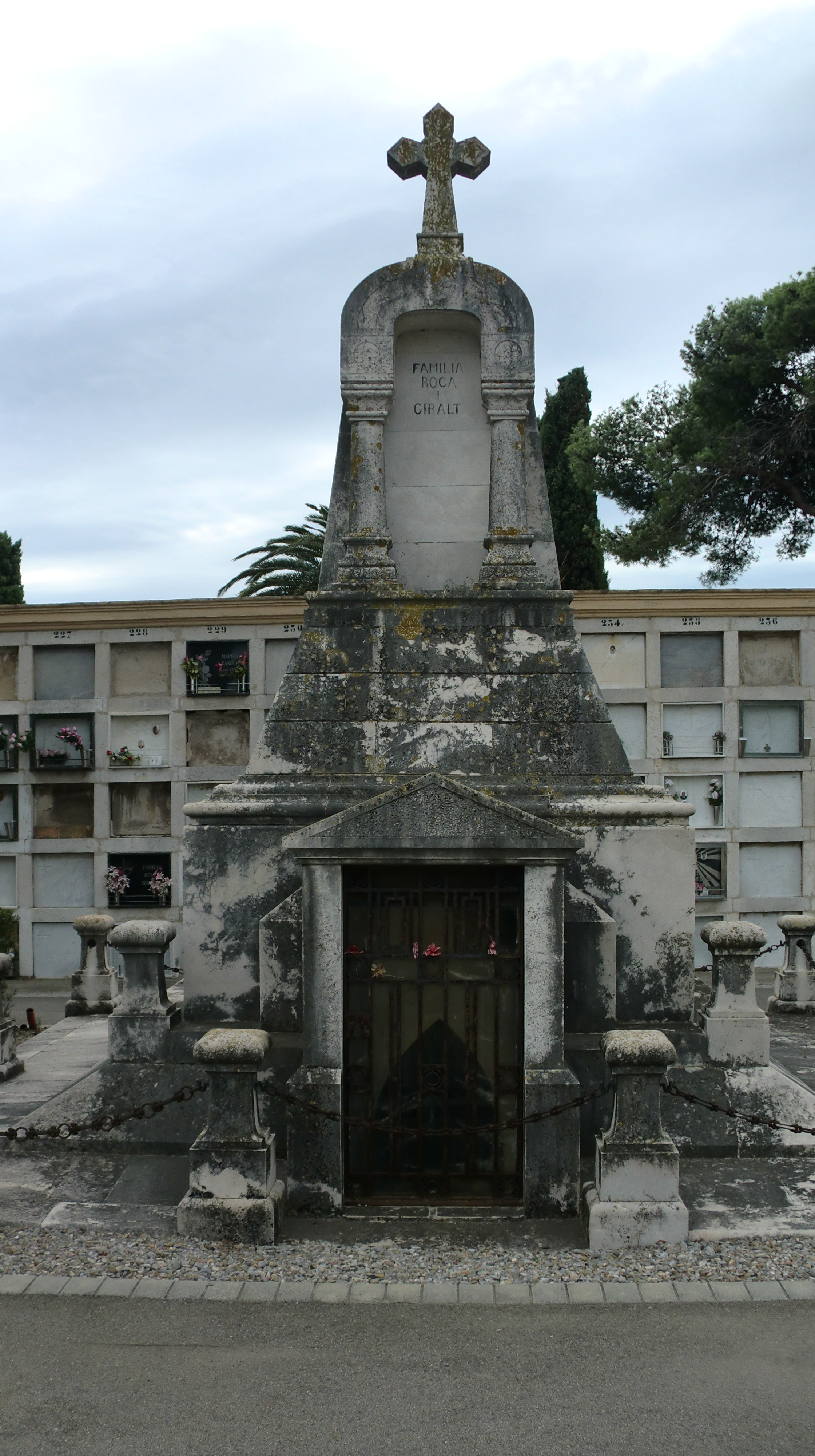
Sepulcre Roca i Giralt
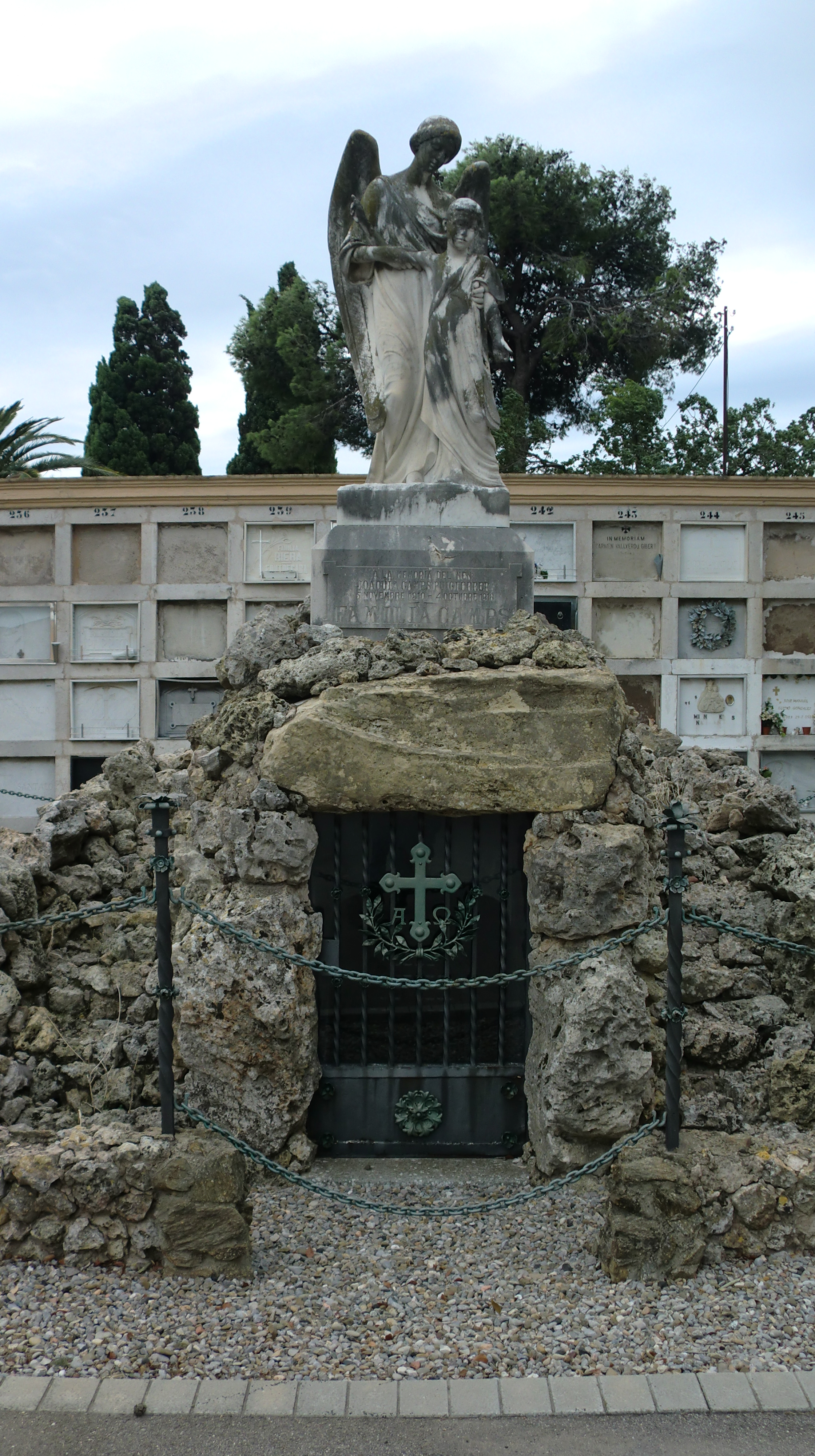
Sepulcre Camps
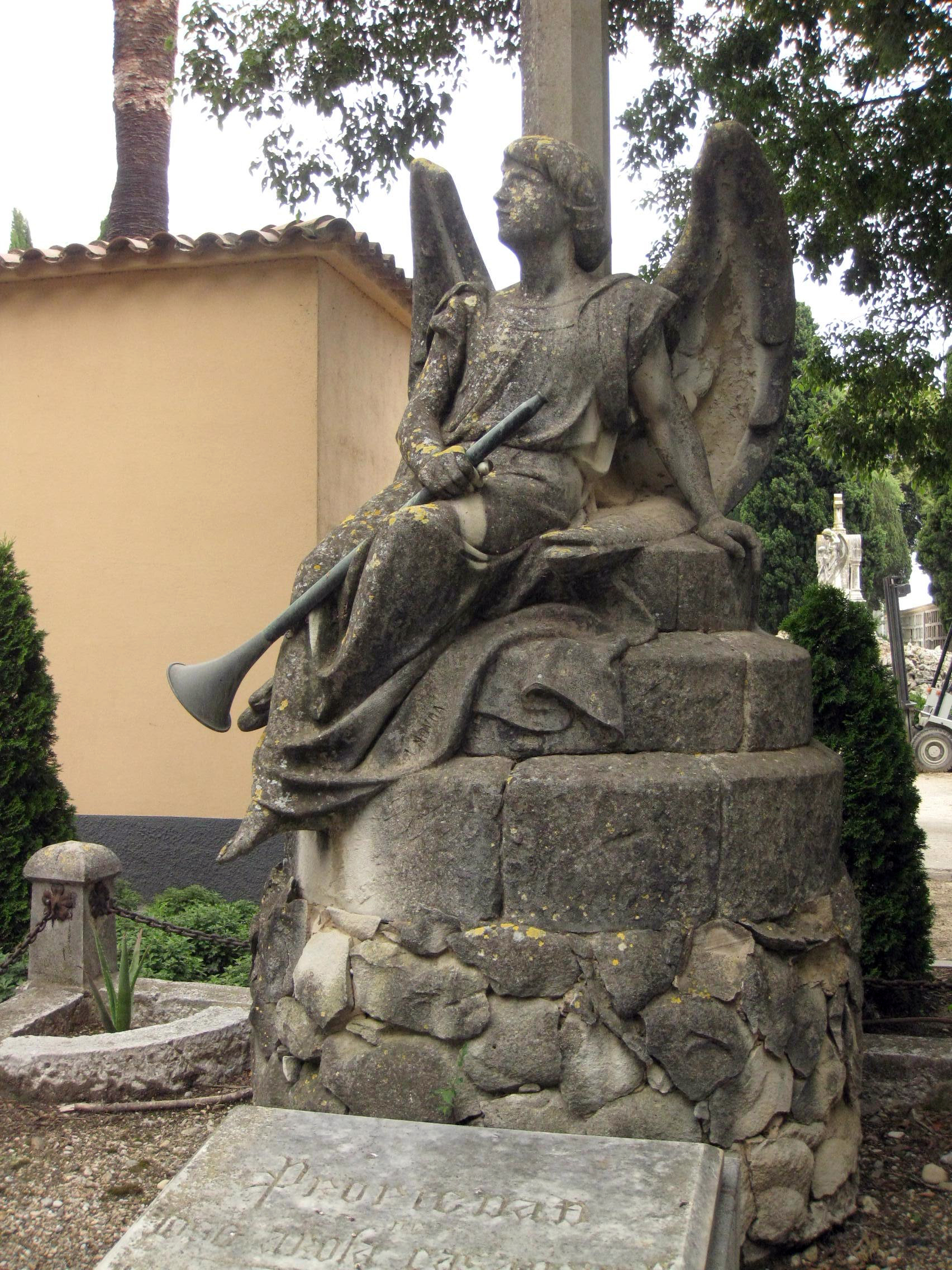
Tomba Arola
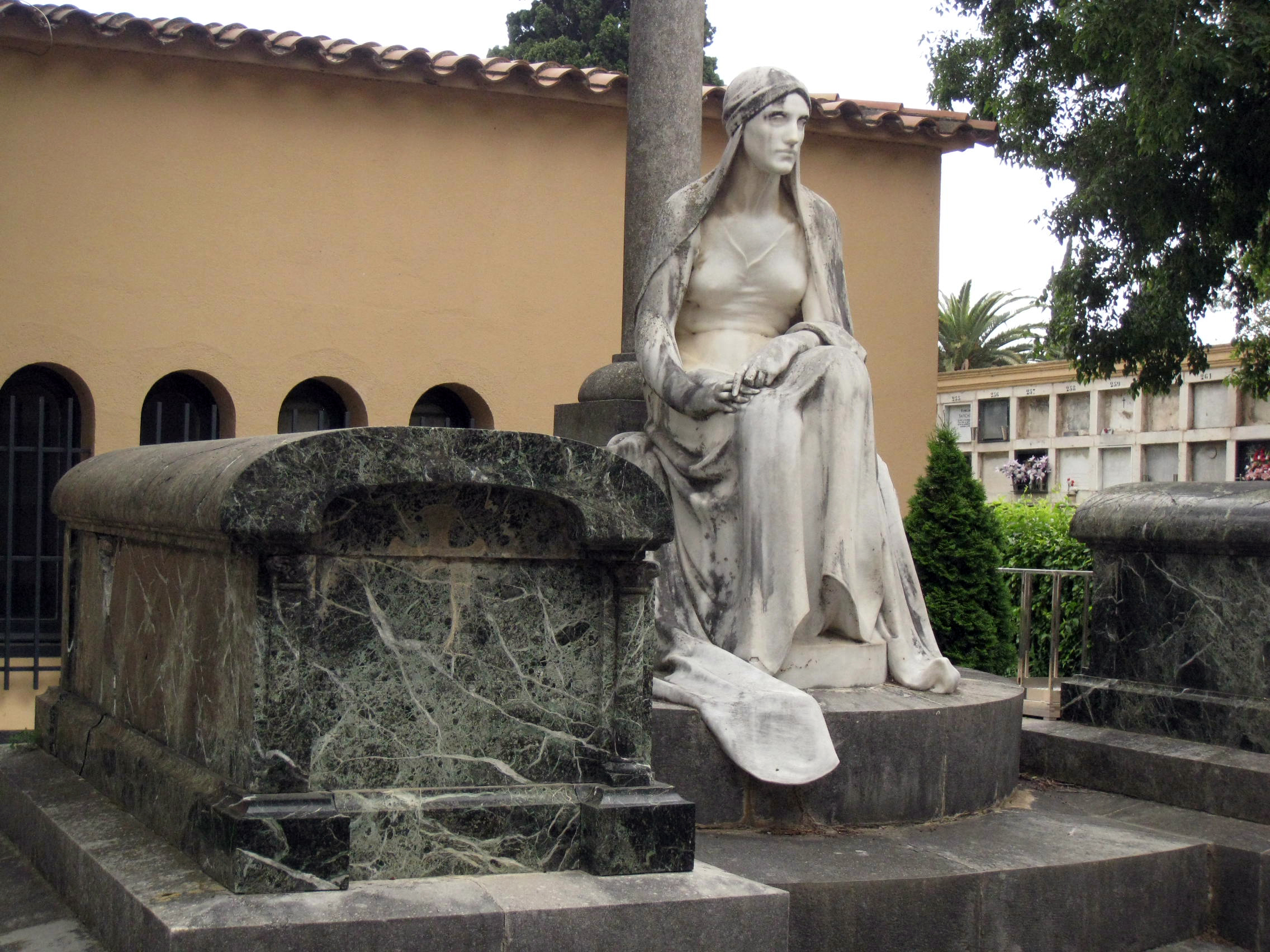
Sepulcre Janer
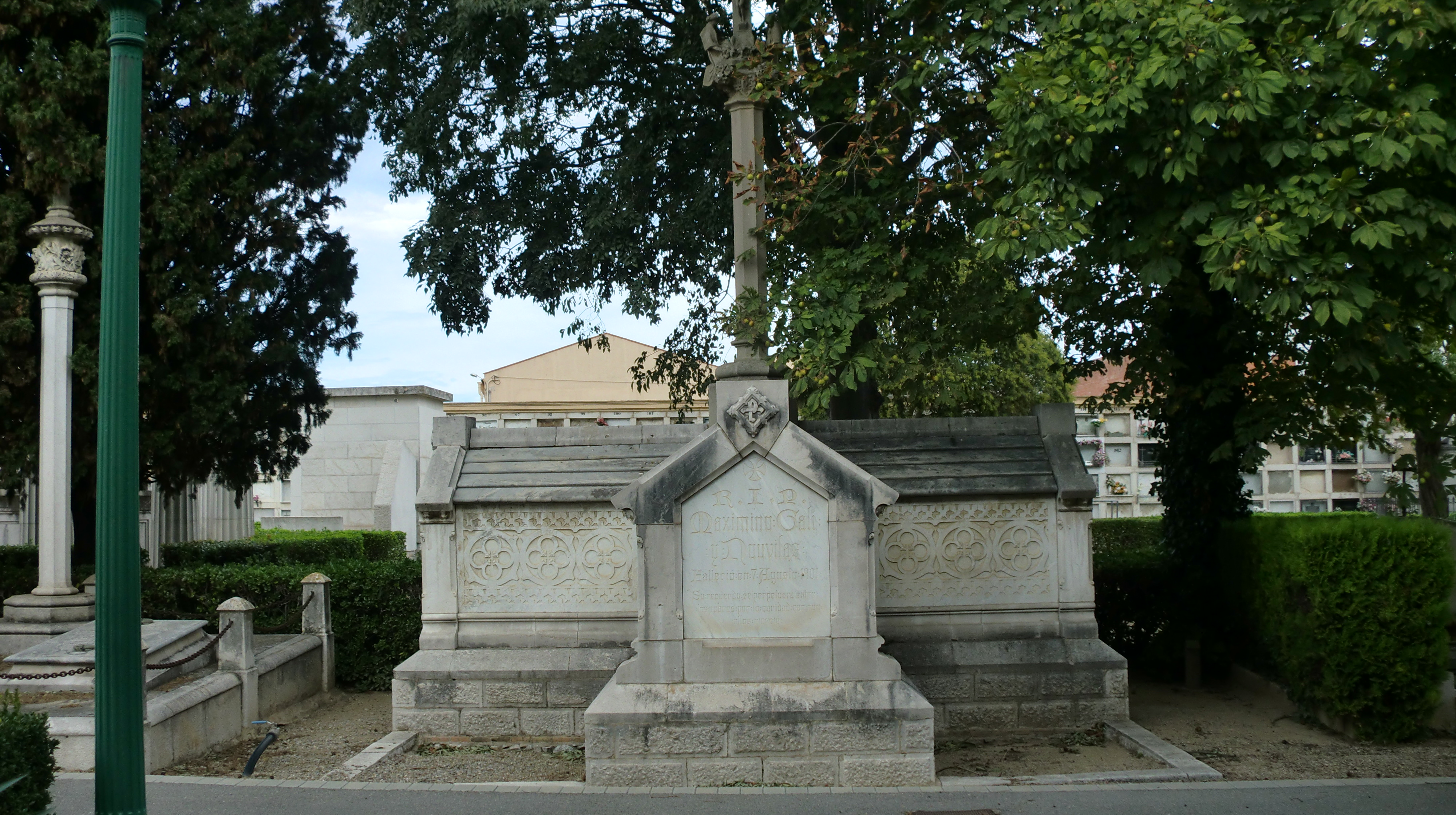
Sepulcre Galí
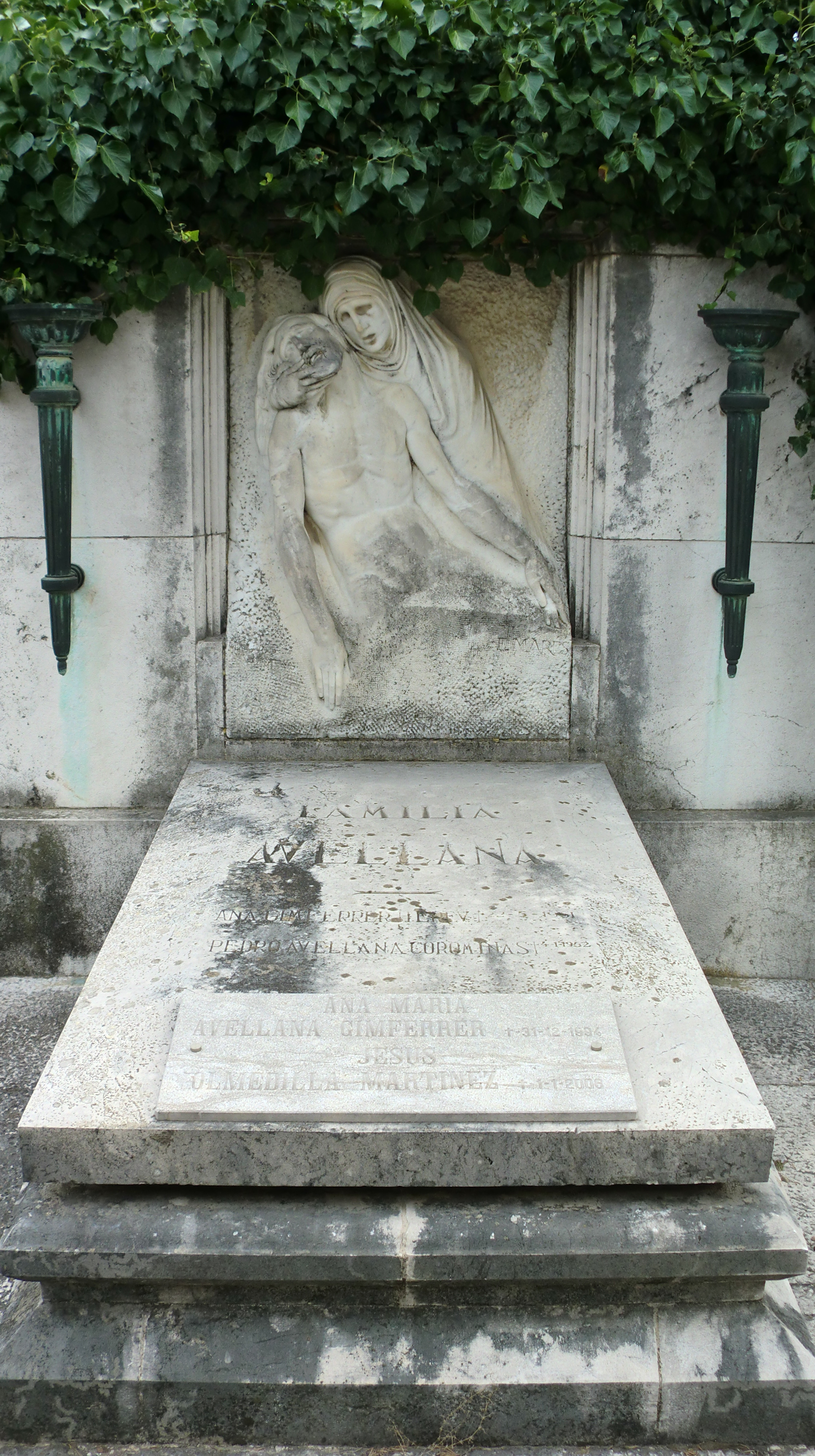
Tomba Avellana
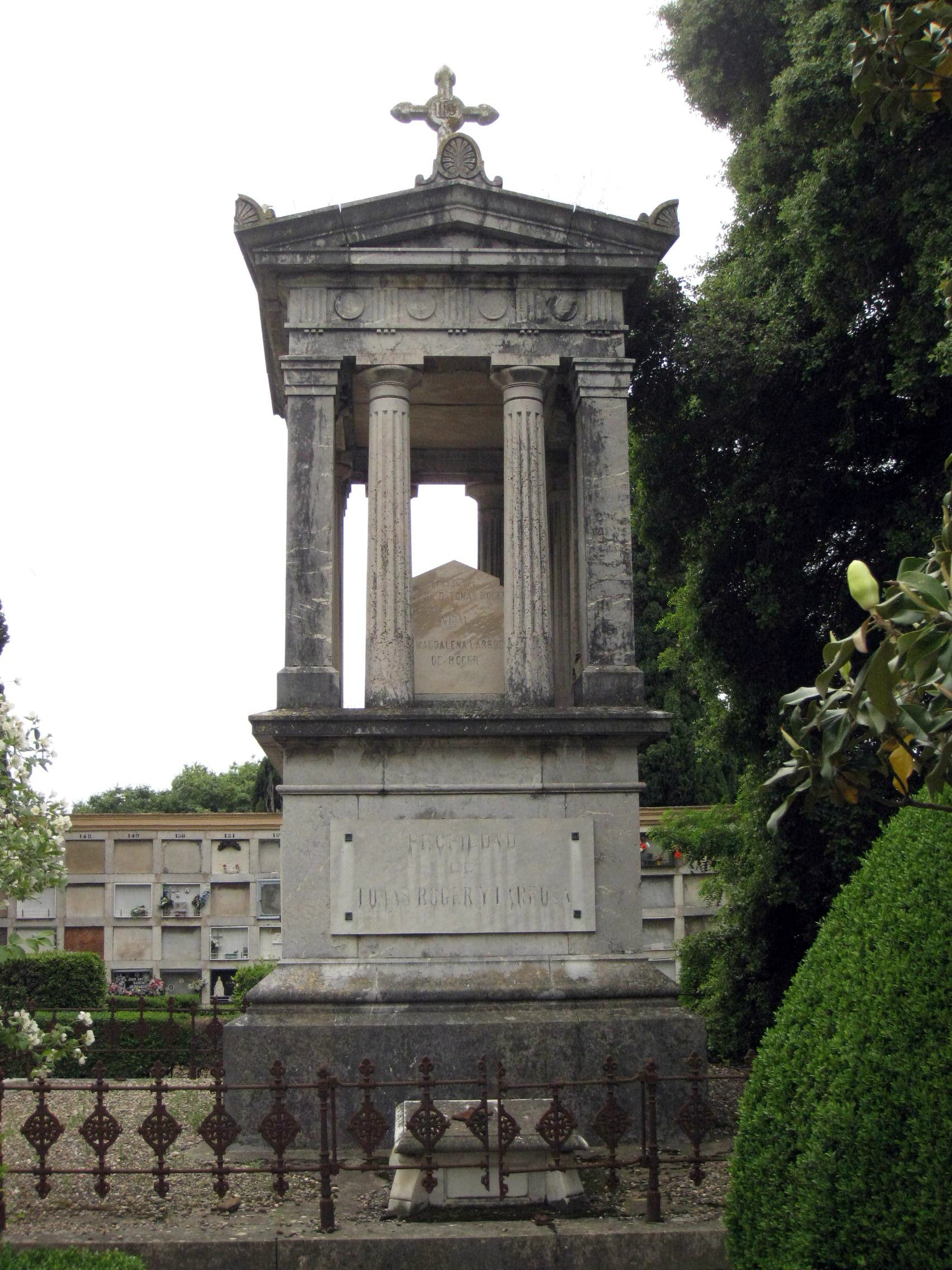
Sepulcre de Tomàs Roger i Vidal
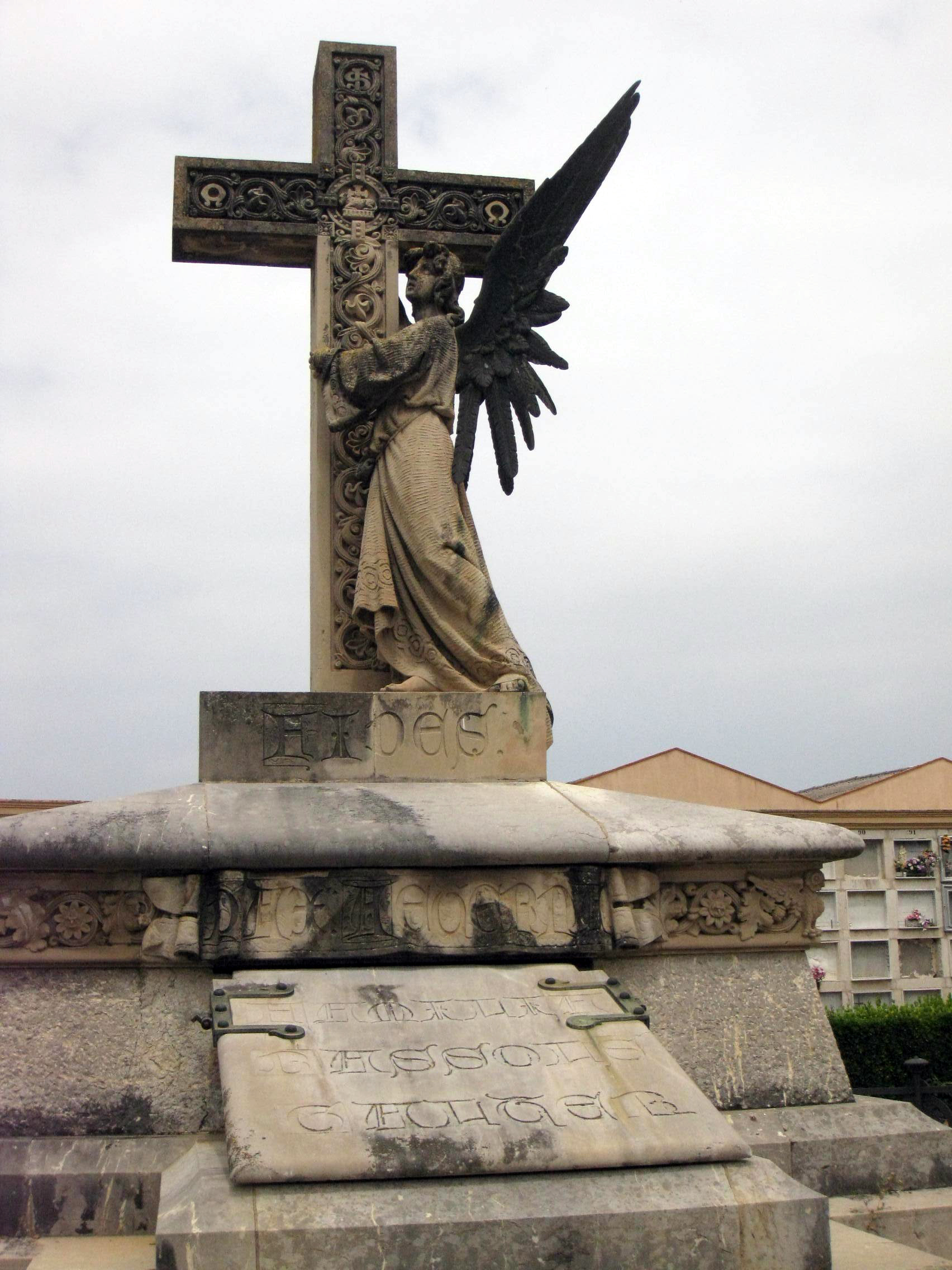
Tomba Galter
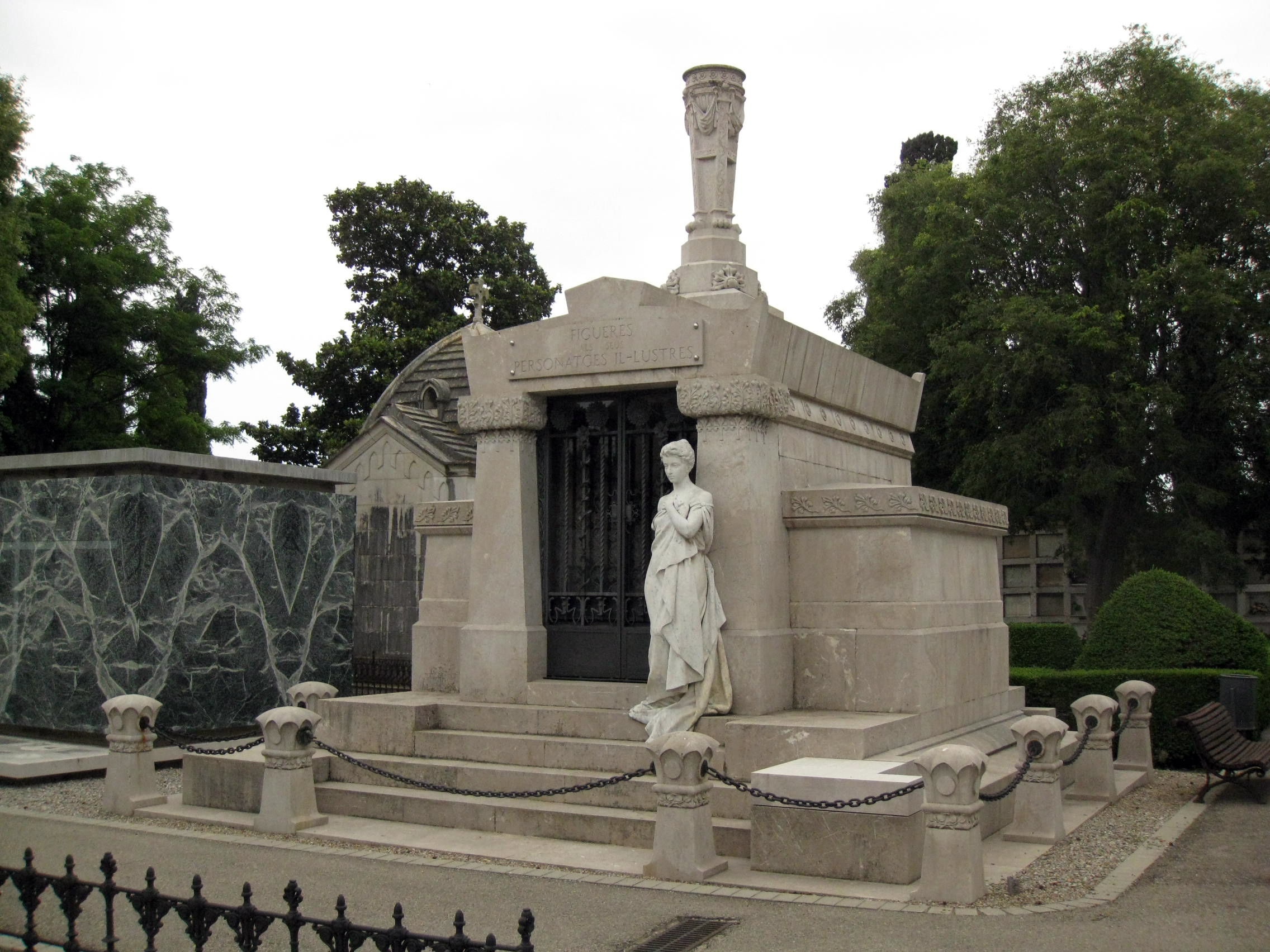
Tomba Garreta
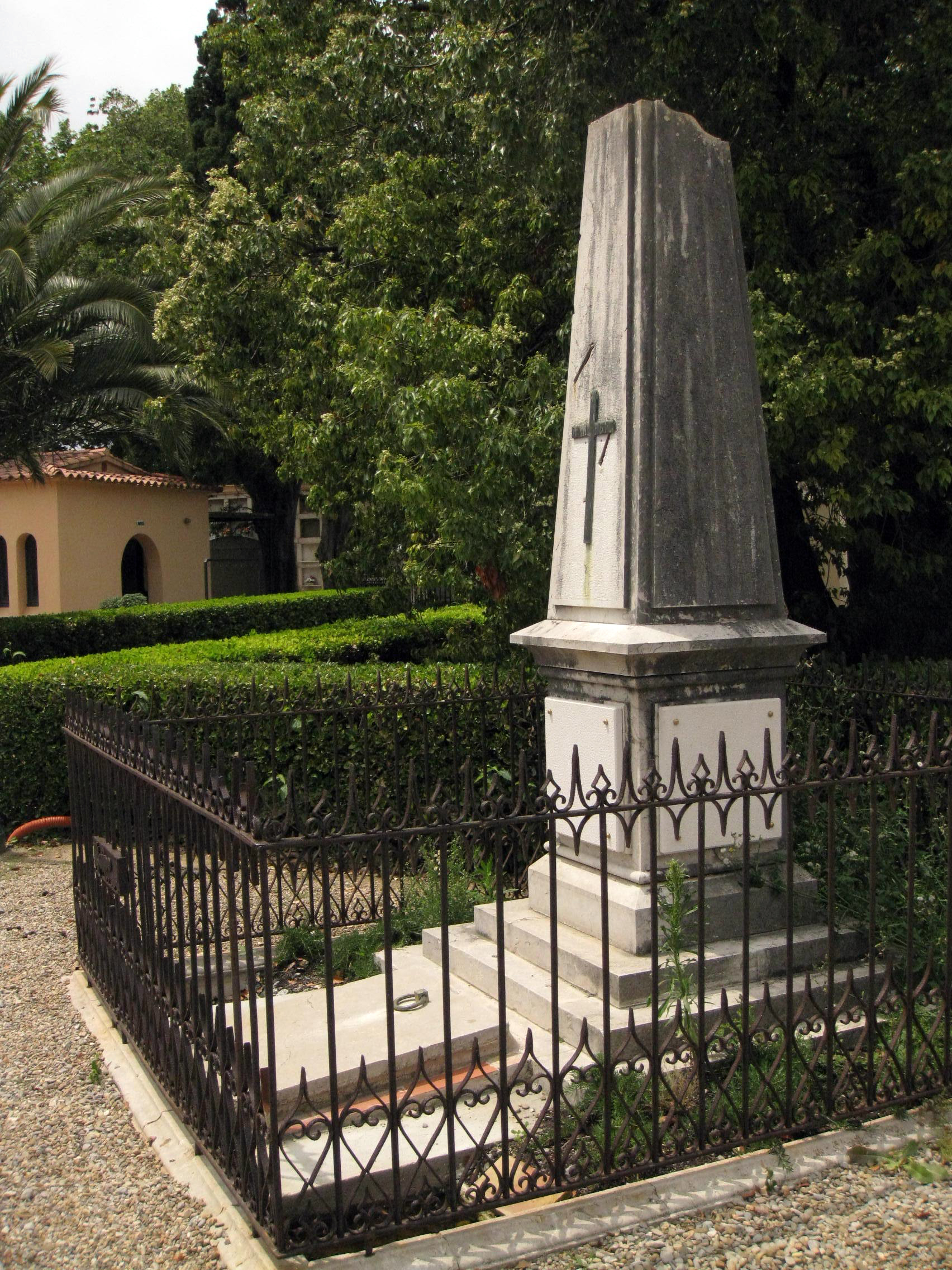
Tomba Jordà Ramoneda
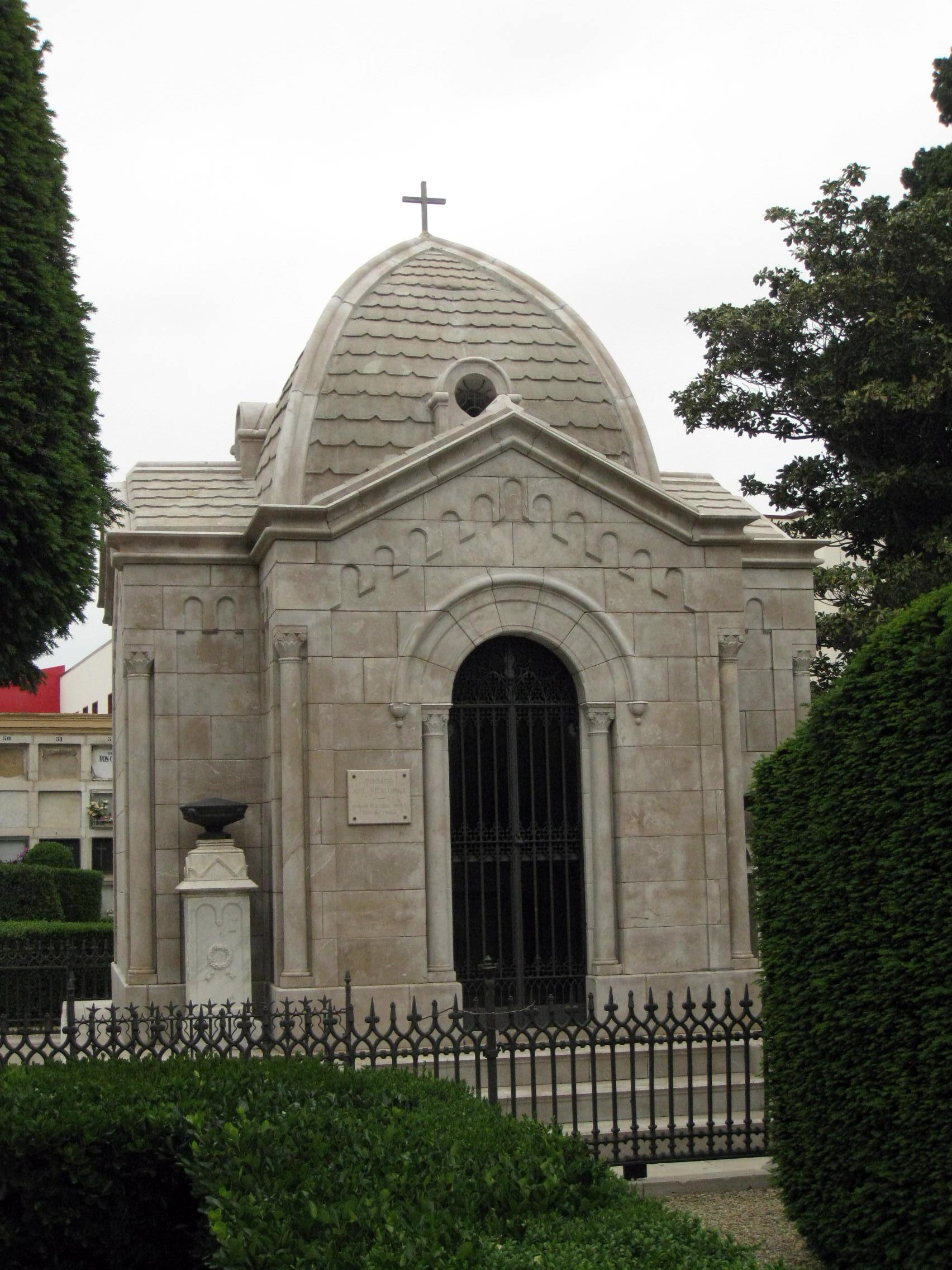
Panteó de Marià Vilallonga Gilupó
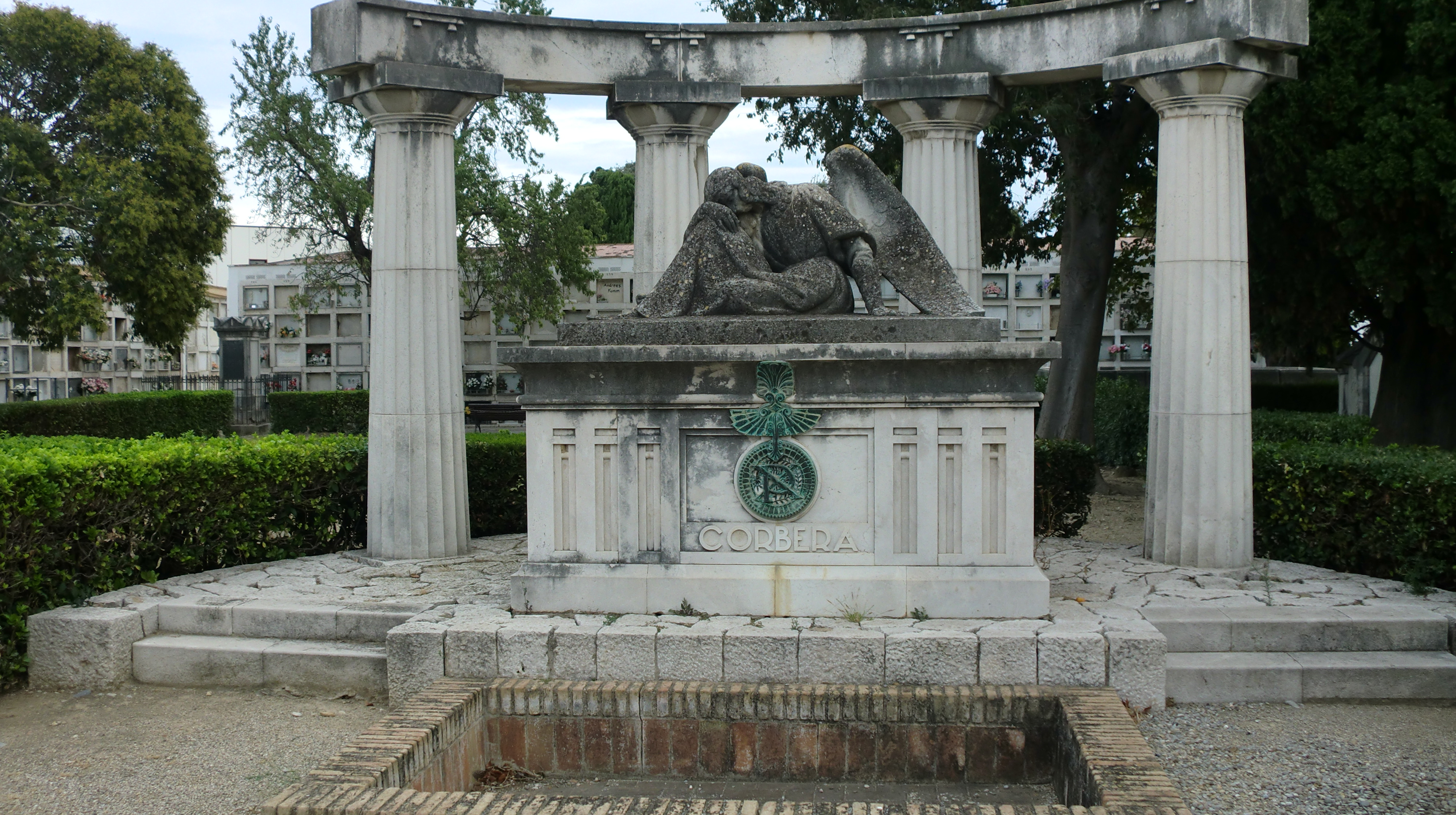
Sepulcre Corbera
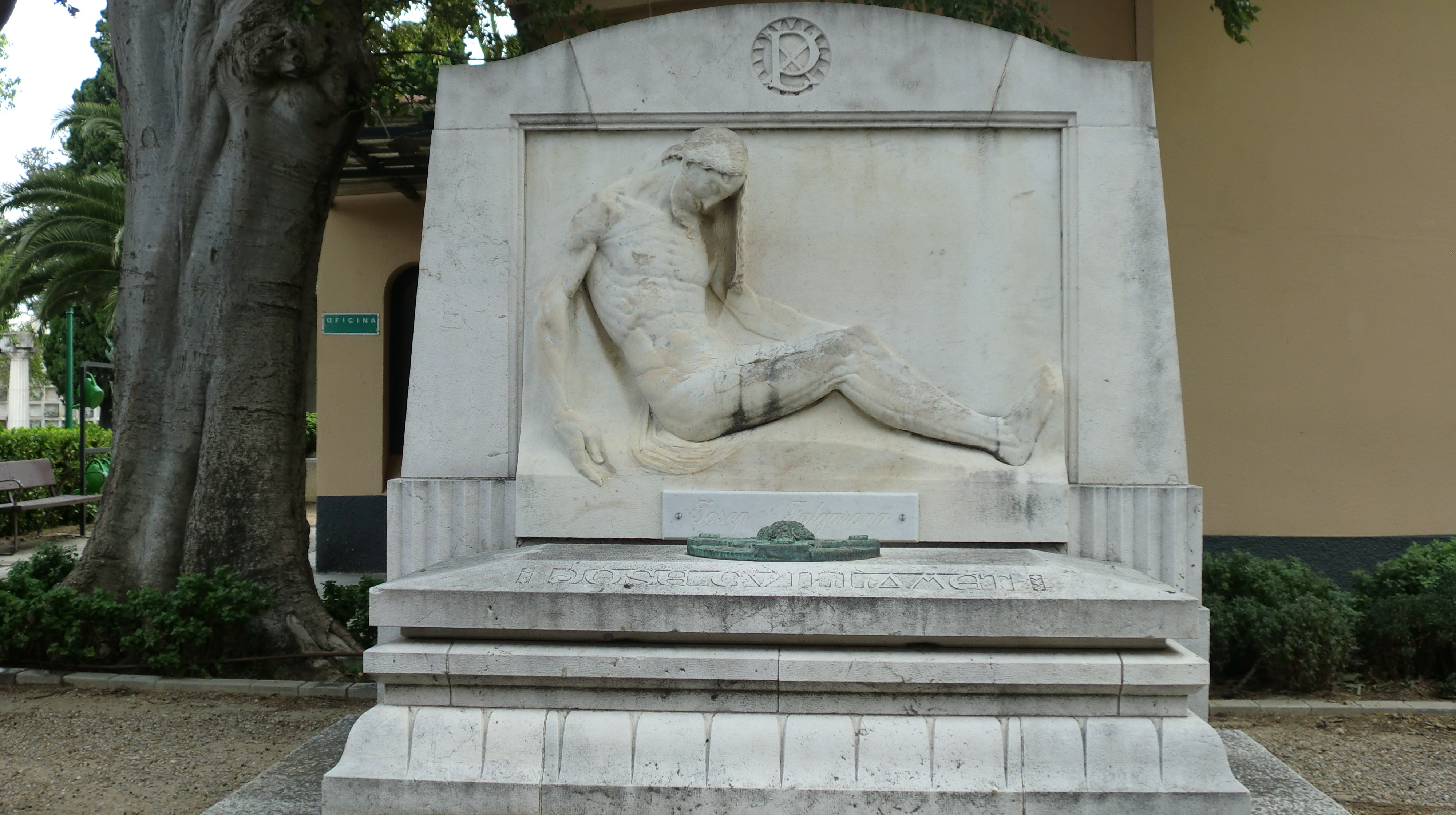
Tomba de Josep Guillamet
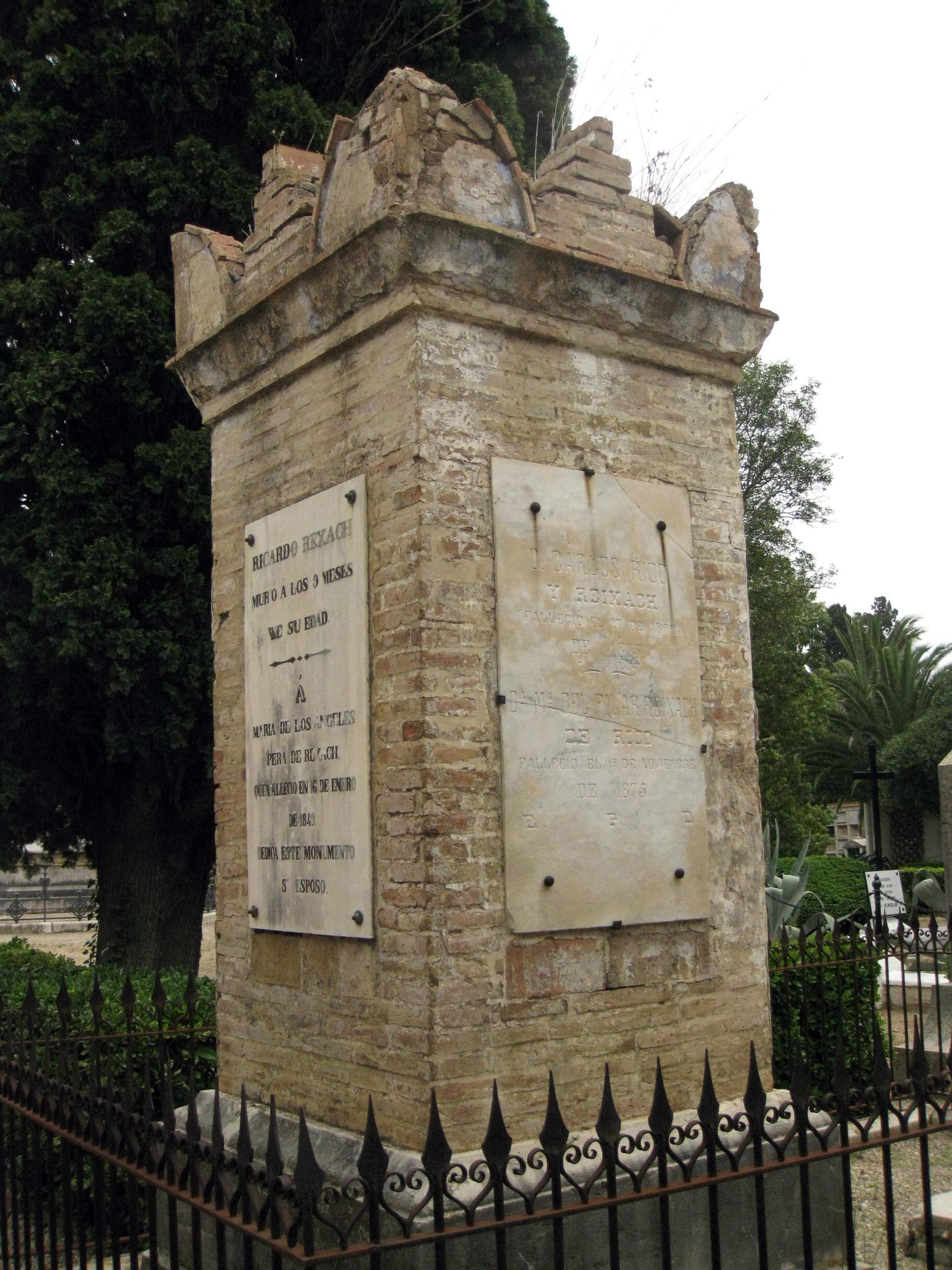
Tomba Rexach
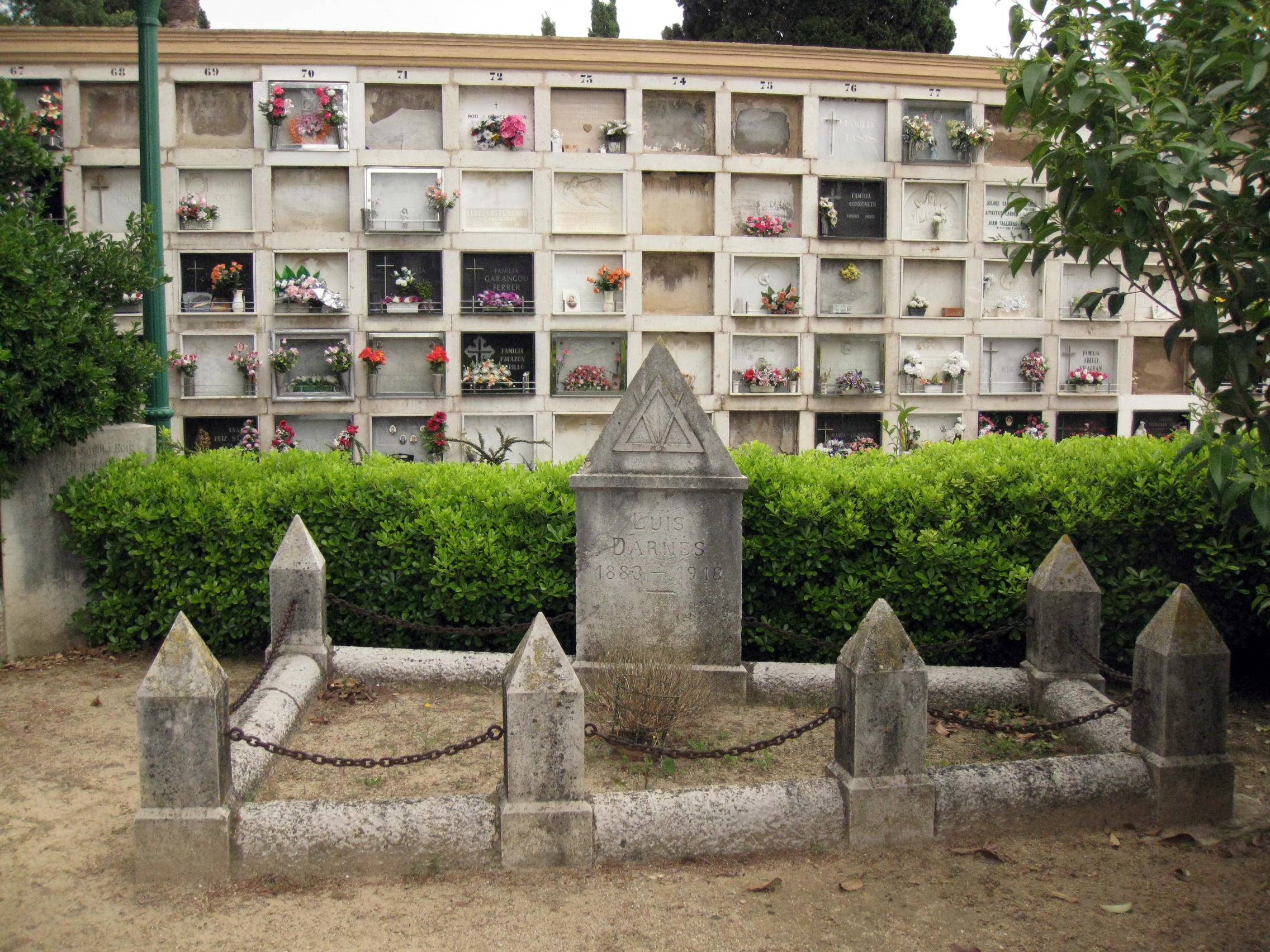
Tomba Lluís Darnés